# Eosphora anthadis
Eosphora anthadis är en hjuldjursart som beskrevs av Harry K. Harring och Myers 1922. Eosphora anthadis ingår i släktet Eosphora och familjen Notommatidae. Inga underarter finns listade i Catalogue of Life.